# 原寛 (精神科医)
原 寛（はら ひろし、1932年 - ）は、日本の医師､医史学者である。病院と看護学校を経営しながら、高齢化社会のための「養生学」に取り組んでいる。
1932年福岡市に生まれる。福岡県立福岡高等学校、九州大学医学部卒業。九大精神神経科入局、医学博士号修得（九州大学医学研究院生理学)。
1967年原土井病院を開設、同病院理事長。1976年原看護専門学校を設立。2013年､「博多養生処」を開設｡日本慢性期医療協会、全国公私病院連盟などの理事。多々良福祉会、能古博物館の理事長を務める。

## 著作
- 原寛､原志免太郎『新しい灸学』、原土井病院､1991年
- 原寛『博多に生きた藩医―原三信の四百年』、石風社、2014年
- 原寛『現代養生学』、原学園出版部､2016年